# Hamilton Sundstrand
La Hamilton Sundstrand è una multinazionale che produce e distribuisce componenti aerospaziali ed industriali. Venne fondata nel 1999 con la fusione della Hamilton Standard con la Sundstrand Corporation. È una consociata del gruppo United Technologies Corporation ed è basata a Windsor Locks in Connecticut.

## Storia
Il 10 giugno 1999, la Hamilton Standard e la Sundstrand Corporation si fusero fondando la Hamilton Sundstrand. La Sundstrand era stata costituita nel 1905, mentre la Hamilton Standard nel 1910.

## Prodotti
La Hamilton Sundstrand è tra i più grandi distributori mondiali di tecnologie avanzate impiegate in prodotti aerospaziali ed industriali. I tre settori principali riguardano i sistemi aeronautici, gli impianti industriali e contratti governativi nel campo spaziale, energia e difesa.

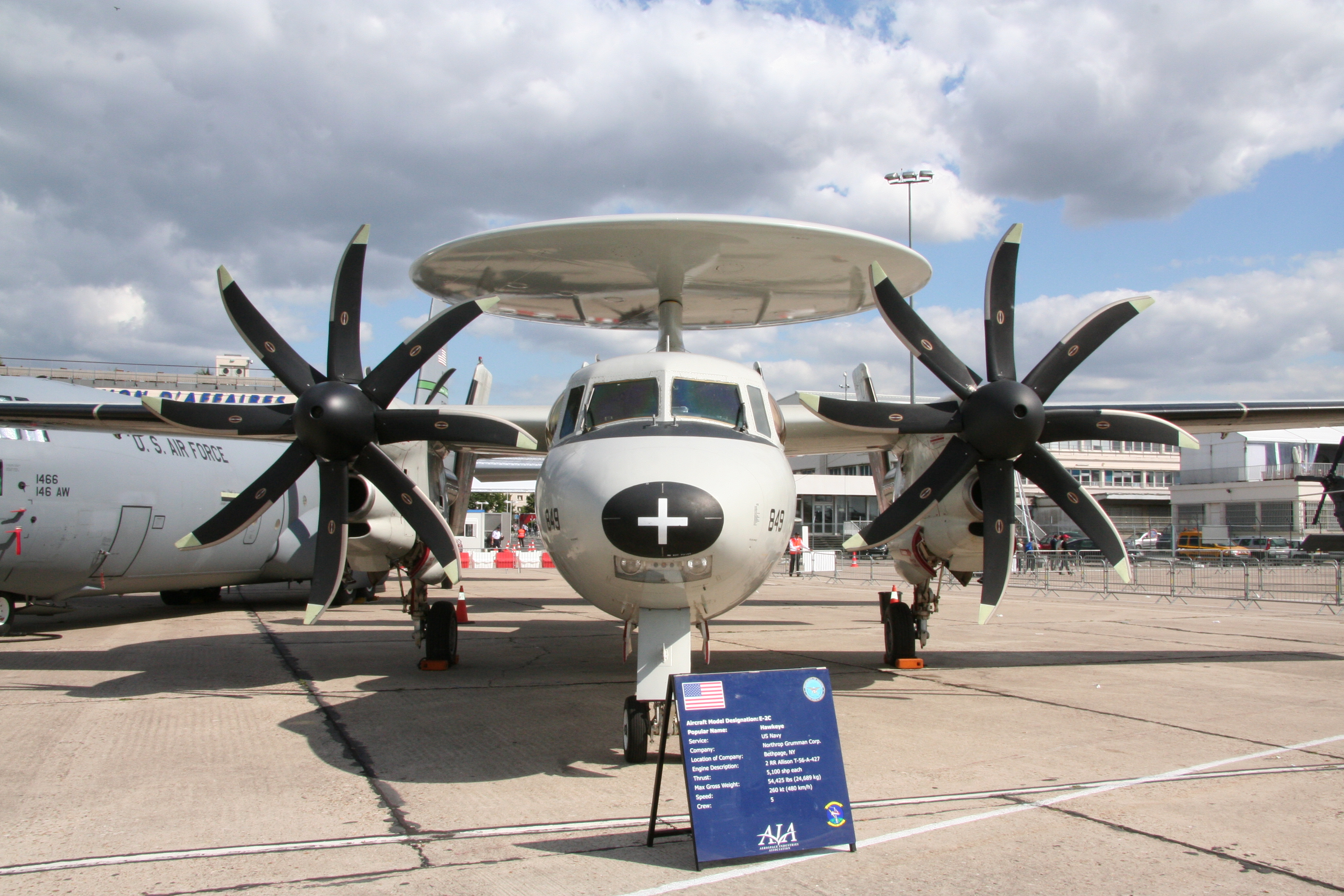
Eliche Hamilton Sundstrand NP2000 installate su un E-2C Hawkeye della Marina degli Stati Uniti

### Impianti e sistemi aeronautici
La Hamilton Sundstrand fornisce soluzioni integrate per aeromobili militari, commerciali, regionali e business. Tra queste vi sono:
- Impianti elettrici
- Sistemi antincendio
- Unità di potenza ausiliaria (APU)
- Sistemi elettrici di emergenza
- Accessori motore
- Sistemi di propulsione ed eliche
- Flight Control System

### Industria
Tra i principali prodotti offerti all'industria vi sono pompe a portata regolabile, compressori a turbina, impianti per il trattamento dell'aria, pompe centrifughe ad alta velocità, idrogetti.
Quattro società distinte formano la divisione industriale della Hamilton Sundstrand:
- Milton Roy Company – Pont-Saint-Pierre, Francia
- Sullair Corporation – Michigan City, Indiana
  - Champion Compressors Archiviato il 20 gennaio 2011 in Internet Archive. – Melbourne, Australia
- Sundyne Corporation – Arvada, Colorado
- Precision Engine Controls Corporation - San Diego, California

### Spazio
La Hamilton Sundstrand è il principale fornitore della NASA per le tute spaziali e Primary Life Support System, oltre a produrre impianti di pressurizzazione e condizionamento, sistemi di controllo termico e impianti meccanici per i programmi spaziali internazionali.

### Energia
Il 2 gennaio del 2008, la Hamilton Sundstrand ha annunciato la costituzione di una società con la Rocketdyne per la commercializzazione di tecnologia per lo sfruttamento di energia solare con concentratori e collettori a sali fusi sotto il nome di SolarReserve.